# هارلان باركر بانكس
هارلان باركر بانكس (بالإنجليزية: Harlan Parker Banks)‏ هو إحاثي وعالم نبات أمريكي، ولد في 1 سبتمبر 1913 في كامبريدج في الولايات المتحدة، وتوفي في 22 نوفمبر 1998 في نيوهامبشير في الولايات المتحدة.